# Aliprando Caprioli
Pour les articles homonymes, voir Caprioli.
Aliprando Caprioli, né à Trente et florissant au XVIe siècle, est un graveur italien.

## Biographie
On ne connaît pas de détails bibliographiques à son sujet, si ce n'est qu'il est originaire de la ville de Trente, d'après l'adjectif  « Tridentinus » avec lequel il signe ses œuvres. Nous connaissons cependant les années où il travaille à Rome entre 1575 et 1599, probablement introduit dans ce milieu par les Madruzzo, une famille noble de Trente.

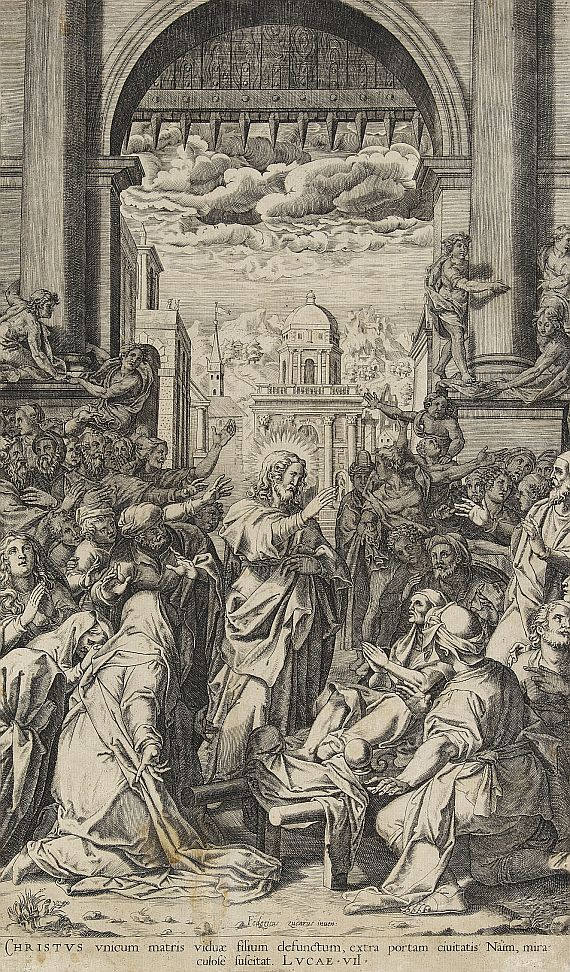
Jésus ressuscite le fils de la veuve de Naïm, gravure sur cuivre d'après Federico Zuccari (vers 1580).

D'après l'analyse de son style, on pense qu'il est l'élève du graveur flamand Cornelio Cort : il se consacre exclusivement à ce domaine, et son activité principale consiste à reproduire des tableaux célèbres, dont la Cène de Titien et les Noces de Cana de Taddéo Zuccari. Parmi ses œuvres ultérieures figure l'une de ses gravures les plus célèbres, Vie et miracles de saint Benoît, réimprimée à plusieurs reprises et utilisée comme modèle pour la sculpture du chœur en bois de l'église de San Vittore al Corpo à Milan par l'architecte Vincenzo Seregni. Cependant, l'œuvre la plus célèbre et la plus exigeante du graveur remonte à 1596, avec la série des Portraits de cent capitaines illustres.